# Xysmalobium gomphocarpoides
Xysmalobium gomphocarpoides är en oleanderväxtart som först beskrevs av Ernst Meyer, och fick sitt nu gällande namn av David Nathaniel Friedrich Dietrich. Xysmalobium gomphocarpoides ingår i släktet Xysmalobium och familjen oleanderväxter. Utöver nominatformen finns också underarten X. g. parvilobum.